# Grammoptera exigua
Grammoptera exigua är en skalbaggsart som först beskrevs av Newman 1841.  Grammoptera exigua ingår i släktet Grammoptera och familjen långhorningar. Inga underarter finns listade i Catalogue of Life.